# Nybylund
Nybylund este o arie protejată (arie specială de conservare — SAC, sit de importanță comunitară — SCI) din Suedia întinsă pe o suprafață de 11,6 ha, integral pe uscat.

## Localizare
Centrul sitului Nybylund este situat la coordonatele 59°40′36″N 17°28′21″E / 59.6767°N 17.4725°E.

## Înființare
Situl Nybylund a fost declarat sit de importanță comunitară în iunie 2001 pentru a proteja un număr necunoscut de specii din flora spontană și fauna sălbatică aflate în arealul zonei. Situl a fost protejat și ca arie specială de conservare în martie 2011.

## Biodiversitate
Situată în ecoregiunea boreală, aria protejată conține 1 habitat natural: Păduri de stejar sau de stejar și carpen sub-atlantice și medio-europene de Carpinion betuli.
La baza desemnării sitului se află un număr nedeclarat de specii protejate.